# Karl Molitor
Karl Molitor (ur. 29 czerwca 1920 w Wengen, zm. 25 sierpnia 2014 w Grindelwald) – szwajcarski narciarz alpejski, dwukrotny medalista olimpijski i trzykrotny medalista mistrzostw świata.

## Kariera
Sportową karierę Karl Molitor rozpoczął od skoków narciarskich, jednak dość szybko zamienił tę dyscyplinę sportu na narciarstwo alpejskie. W 1939 roku zdobył mistrzostwo w Szwajcarii w zjeździe i znalazł się w reprezentacji kraju na mistrzostwa świata w Zakopanem w lutym tego samego roku. Szwajcar zdobył tam brązowy medal w zjeździe, w którym lepsi okazali się tylko dwaj reprezentanci III Rzeszy: Hellmut Lantschner oraz Josef Jennewein. W czasie II wojny światowej zdobył był między innymi mistrzem Szwajcarii w slalomie w 1942 roku oraz w kombinacji w 1945 roku.
Po zakończeniu wojny wystąpił na igrzyskach olimpijskich w Sankt Moritz w 1948 roku, gdzie w swoim pierwszym starcie, biegu zjazdowym, zdobył brązowy medal ex aequo ze swym rodakiem, Rolfem Olingerem. Szwajcarów wyprzedzili jedynie Francuz Henri Oreiller oraz Austriak Franz Gabl. Dwa dni później Molitor zajął drugie miejsce w kombinacji, rozdzielając na podium Oreillera oraz kolejnego reprezentanta Francji Jamesa Coutteta.  Na tych samych igrzyskach zajął ponadto ósme miejsce w slalomie. W międzyczasie zdobył także mistrzostwo Szwajcarii w slalomie oraz kombinacji w latach 1946 i 1948 oraz w zjeździe 1946 roku. Jedenastokrotnie zwyciężał także w zawodach Lauberhornrennen.
Po zakończeniu sportowej kariery ożenił się ze szwajcarską narciarką alpejską, Antoinette Meyer, oraz założył firmę produkującą sprzęt narciarski. Molitor pracował także jako trener i instruktor, przewodnik górski, był członkiem komitetu Międzynarodowej Federacji Narciarskiej (FIS), prezydentem klubu Skiclubs Wengen oraz dyrektorem zawodów Lauberhornrennen.

## Osiągnięcia

### Igrzyska olimpijskie
| Miejsce | Dzień    | Rok  | Miejscowość  | Konkurencja | Czas biegu | Strata    | Zwycięzca      |
| ------- | -------- | ---- | ------------ | ----------- | ---------- | --------- | -------------- |
| 3.      | 2 lutego | 1948 | Sankt Moritz | Zjazd       | 2:55,0     | +5,3      | Henri Oreiller |
| 2.      | 4 lutego | 1948 | Sankt Moritz | Kombinacja  | 3,27 pkt   | +3,17 pkt | Henri Oreiller |
| 8.      | 5 lutego | 1948 | Sankt Moritz | Slalom      | 2:10,3     | +5,9      | Edy Reinalter  |

### Mistrzostwa świata
| Miejsce | Dzień     | Rok  | Miejscowość  | Konkurencja | Czas biegu | Strata    | Zwycięzca          |
| ------- | --------- | ---- | ------------ | ----------- | ---------- | --------- | ------------------ |
| 3.      | 12 lutego | 1939 | Zakopane     | Zjazd       | 3:26,88    | +2,69     | Hellmut Lantschner |
| 13.     | 14 lutego | 1939 | Zakopane     | Slalom      | 2:01,6     | +36,7     | Rudolf Rominger    |
| 9.      | 14 lutego | 1939 | Zakopane     | Kombinacja  | 345,8 pkt  | +37,9 pkt | Josef Jennewein    |
| 3.      | 2 lutego  | 1948 | Sankt Moritz | Zjazd       | 2:55,0     | +5,3      | Henri Oreiller     |
| 2.      | 4 lutego  | 1948 | Sankt Moritz | Kombinacja  | 3,27 pkt   | +3,17 pkt | Henri Oreiller     |
| 8.      | 5 lutego  | 1948 | Sankt Moritz | Slalom      | 2:10,3     | +5,9      | Edy Reinalter      |